# Mutinerie du Centre de redressement régional d'Altamira
La mutinerie du Centre de redressement régional d'Altamira est une mutinerie qui s'est déroulée le 29 juillet 2019 dans le Centre de redressement régional d'Altamira (Pará), au Brésil, durant laquelle des gangs rivaux de trafiquants de drogue se sont battus pendant cinq heures, provoquant la mort de 58 détenus, dont 16 décapités. Lors de la mutinerie, deux gardiens ont été pris en otage mais ont été libérés. Sur les 58 détenus tués, 25 étaient en détention provisoire, 26 dans l'attente d'un appel et seuls sept détenus effectuaient leurs peines définitives.
Quatre autres détenus du Centre de redressement régional d'Altamira sont morts le mercredi 31 juillet, lors de leur transfert pour une autre prison de l’État du Pará.

## Déroulement des événements
D'après le porte-parole du Susipe, des détenus issus d'une section du centre réservée aux criminels appartenant à un gang de trafiquants ont fait irruption dans la section réservée à un gang rival. Les insurgés auraient alors mis le feu à leurs cellules, causant la mort de plusieurs détenus par asphyxie, ou brûlés vifs. Plusieurs vidéos mises en ligne après les faits montrent les décapitations de 16 personnes.